# Койтыбож
 Койтыбож  — деревня в Сыктывдинском районе Республики Коми в составе сельского поселения Зеленец. 

## География
Расположена на левом берегу Вычегды на расстоянии примерно 25 км по прямой от районного центра села Выльгорт на север.  

## История
Упоминается с 1707 года как деревня с 5 дворами. В XIX веке здесь построили часовню, во второй половине 19-го века открылась почтовая станция, в 1908 году  земское училище. В первой половине XX века отмечалсиь две деревни: Верхний Койтыбож и Нижний. В 1960-х годах  деревни были официально объединены.

## Население
Постоянное население  составляло 65 человек (коми 83%) в 2002 году, 103 в 2010 .